# Åråsenstadion
Åråsenstadion is een voetbalstadion in de Noorse plaats Lillestrøm. 
Het stadion is de thuisbasis van de lokale trots: Lillestrøm SK. Het stadion is gebouwd in 1950-51. De openingsdatum van het stadion was 7 juli 1951. In de jaren negentig is het uitgebreid en gemoderniseerd. Daarbij is de capaciteit gebracht op de huidige 12.250 zitplaatsen.